# Liste der Monuments historiques in Lhuis
Die Liste der Monuments historiques in Lhuis führt die Monuments historiques in der französischen Gemeinde Lhuis auf.

## Liste der Bauwerke
| Bezeichnung        | Beschreibung              | Standort | Kennzeichnung | Schutzstatus | Datum | Bild           |
| ------------------ | ------------------------- | -------- | ------------- | ------------ | ----- | -------------- |
| Himmelfahrtskirche | Erbaut im 12. Jahrhundert | (Lage)   | PA00116420    | Classé       | 1930  | weitere Bilder |

## Liste der Objekte
- Monuments historiques (Objekte) in Lhuis in der Base Palissy des französischen Kultusministeriums